# Steinbachtal (Odenwald)
Steinbachtal war eine kurzlebige frühere Gemeinde im südhessischen Odenwaldkreis, die die zwei benachbarten Orte Haingrund und Seckmauern umfasste und die in der Gemeinde Lützelwiebelsbach (heute Lützelbach) aufging. 

## Geografische Lage
Das Gemeindegebiet von Steinbachtal lag zwischen dem bewaldeten Höhenrücken im Westen, auf dem der Neckar-Odenwald-Limes verlief, und der hessisch-bayerischen Landesgrenze im Osten. Beide Ortsteile der Gemeinde liegen an dem namengebenden Steinbach. Dieses Gewässer mündet als Breitenbach nahe der östlich benachbarten Stadt Wörth in den Main.

## Geschichte

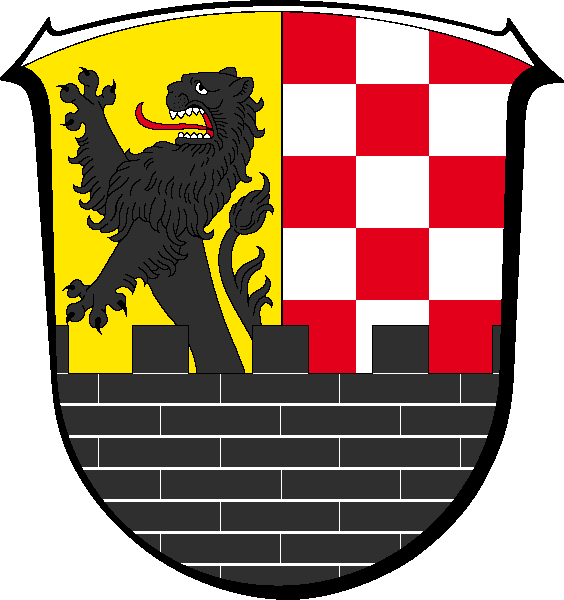
Nichtamtlicher Wappenvorschlag für Steinbachtal

Die Gemeinde Steinbachtal entstand am 1. Februar 1971 im Zuge der Gebietsreform in Hessen durch den Zusammenschluss der bis dahin selbständigen Gemeinden Haingrund und Seckmauern. Im weiteren Verlauf der Gebietsreform wurde diese Neubildung eineinhalb Jahre später am 1. August 1972 mit der Gemeinde Lützel-Wiebelsbach zur Gemeinde Lützelwiebelsbach zusammengeschlossen, die am 1. Juli 1973 in Lützelbach umbenannt wurde.